# Petersberg (Saksen-Anhalt)
Petersberg is een plaats en voormalige gemeente in de Duitse deelstaat Saksen-Anhalt, en maakt deel uit van de Landkreis Saalekreis.
Petersberg telt 685 inwoners.
De plaats is genoemd naar de gelijknamige berg. Hoewel met 250m voor Duitse begrippen niet bijzonder hoog, is de berg een duidelijk landmark en van alle kanten tot tientallen kilometers afstand zichtbaar.

## Sport en recreatie
Dwars door Petersberg loopt de Europese wandelroute E11. De E11 loopt van Den Haag naar het oosten, op dit moment tot de grens Polen/Litouwen. Ter plaatse is de E11 niet gemarkeerd.